# 主体-客体问题
主体-客体问题是一个长期存在、关于人类经验分析的哲学论题，产生于这样一个前提：世界由客体（实体）组成，主体（观察者）知覺或假定客体作为实体存在。这种对经验的划分的导致了主体是怎样与客体相联系的问题。在这个问题下有一个重要的子问题，被称为他心问题：我们自己的心灵怎样与其他心灵相联系，如何对待我们对自我经验的感知和对全体其他人类的经验的感知之间的根本性差异。
主体-客体问题有两个主要的方面。第一个方面是什么被认识的问题。本体论涉及如下的问题：什么实体存在或可以说是存在，这样的实体怎样根据相似和差异分类。第二个方面是一个人如何知道他认识了什么的问题。认识论研究什么是知识，如何得到知识，以及认识一个给定的实体有多大的可能。认识论的研究对象包括主体和客体。